# 9578 Klyazma
9578 Klyazma este un asteroid din centura principală, descoperit pe 3 aprilie 1989, de Eric Elst.